# Montdurausse
Montdurausse is een gemeente in het Franse departement Tarn (regio Occitanie) en telt 246 inwoners (1999). De plaats maakt deel uit van het arrondissement Albi.

## Geografie
De oppervlakte van Montdurausse bedraagt 15,6 km², de bevolkingsdichtheid is 15,8 inwoners per km².
De onderstaande kaart toont de ligging van Montdurausse met de belangrijkste infrastructuur en aangrenzende gemeenten.

## Demografie
Onderstaande figuur toont het verloop van het inwonertal (bron: INSEE-tellingen).

## Overleden
- Louise Fletcher, Amerikaans filmactrice